# Csillaghegyi Árpád Forrásfürdő és Székely Éva Uszoda
A Csillaghegyi Strandfürdő és Uszoda egy szabadtéri strandfürdő Budapest III. kerületében, Csillaghegy városrészében. A fürdő a város legrégebbi működő strandjainak egyike és több mint 90 000 négyzetméteres kiterjedésével a budai oldal három nagy északi strandja közül a legnagyobb. Területét változatos domborzati viszonyok jellemzik, fákkal sűrűn beültetett, parkos, helyenként szinte erdőszerű részek és teraszosan kiképzett napozóterületek váltogatják egymást.
Forrásainak története egészen az ókorig nyúlik vissza, az itteni vizet ugyanis – régi írások és mondák tanúsága szerint – már a rómaiak idejében is hasznosították, ismerték e forrást és a vizét vízvezetékkel szállították a közeli Aquincumba. Az első, magánkézben lévő strand 1919-ben nyílt itt meg. A tulajdonosok Elkán Ignác és Gerő Árpád, az Elkán és Gerő cég álmodta meg és több évtizeden át fejlesztette a fürdőt. Az államosítást követően 1951 óta működik fővárosi üzemeltetésű fürdőként. Egy egész évben működő és két, csak nyáron üzemelő medencéje van.

## Története

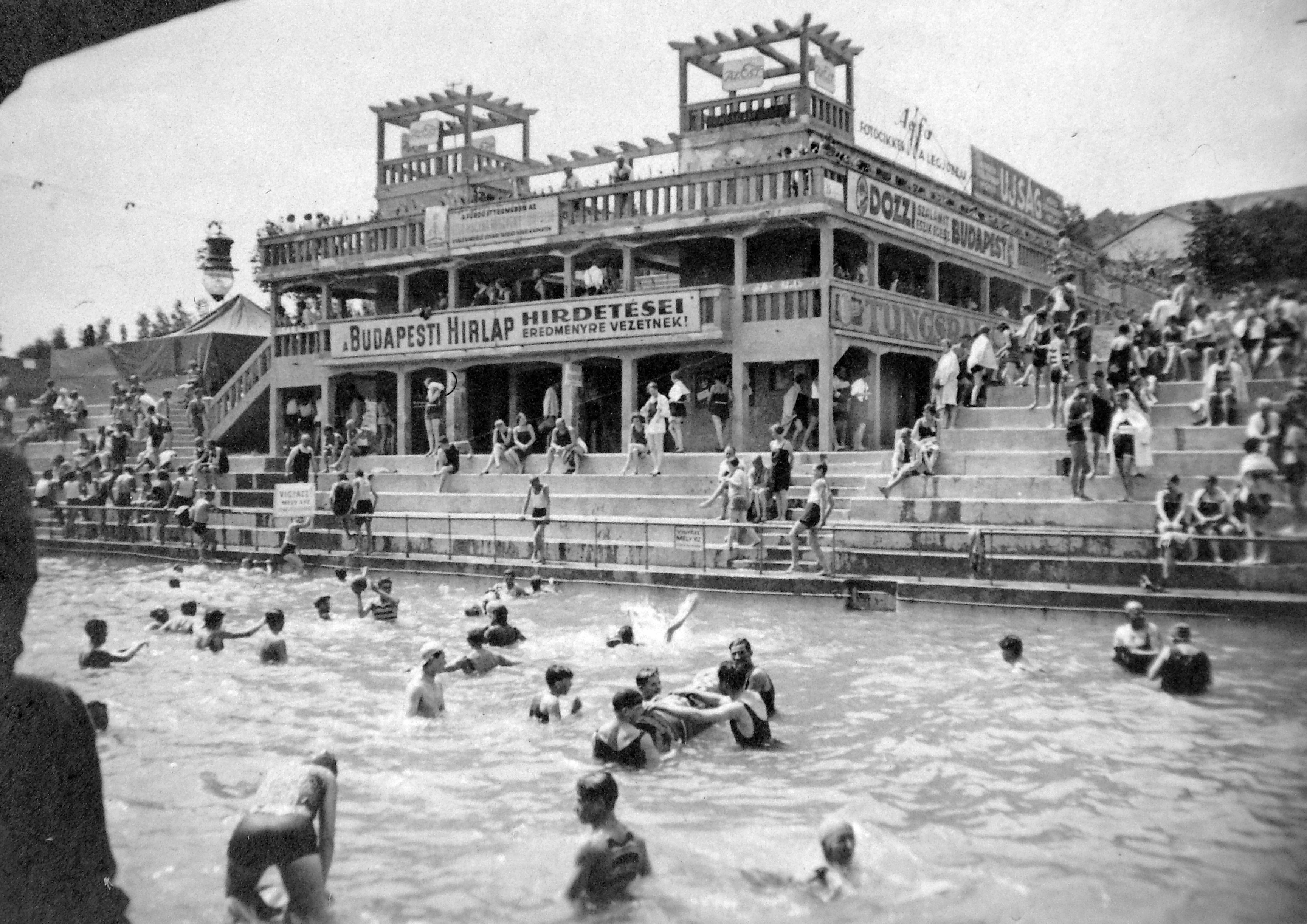
Csillaghegy, Árpád strandfürdő 1935-ben

Az itt fakadó forrásvizet feltehetőleg már a rómaiak is hasznosították. Fürdőre utaló leleteket ugyan ezen a területen eddig nem találtak, de a közelben, a mai Pusztakúti út mentén egy villagazdaság működött, melynek vízellátását bizonyára erre a forrásra alapozták. Később a forrás az Árpád-forrás nevet kapta, mert a néphiedelem szerint a honfoglaló Árpád fejedelmet valahol ezen  a környéken helyezték nyugovóra. Szabó József bányamérnök, a magyarországi geológia megalapítója 1858-ban kiadott, Pest – Buda környékének földtani leírása című művében ír az itteni források felhasználásáról; abban az időben az itt feltörő vizet egy körülbelül 1,3 méteres mélységű, téglával kifalazott medencében gyűjtötték össze, az elfolyó víz pedig malmot hajtott.
Modern kori fürdőként 1919-ben nyílt meg a létesítmény, a Csillaghegyi Árpádfürdő Részvénytársaság fenntartásában, a vállalat az idők során több fejlesztést hajtott végre. 1951-ben a strandot államosították, attól kezdve a fővárosi fürdőigazgatóság működtette. Ebben az időszakban a déli részén két öltözőépület állt, amelyek az 1920-as évek igényeinek megfelelően épültek, egyikük emeletes kivitelben, felül körbefutó kabinsorokkal. A fürdőben akkor két strand- és egy úszómedence volt, befogadóképessége akkoriban 5947 fő volt. Egy időben hullámmedence is működött a strand területén, ez a medence hullámgép nélkül ma is üzemel. Az akkori, 49,8 méter hosszú úszómedencét viszont később betemették, a helyén ma napozóterület van.
A fürdő mai kinézetét a 2000-es felújítás eredményeként nyerte el, amikor a medencéit vízszűrő- és vízforgató berendezéssel látták el. Elnevezése ugyanekkor Csillaghegyi Árpád Forrásfürdő és Uszodára változott. Az uszoda 2022. április 2-án felvette Székely Éva olimpiai bajnok magyar úszónő nevét, így a komplexum új neve Csillaghegyi Árpád Forrásfürdő és Székely Éva Uszoda lett.

## Leírása
A 238 méter magas Péter-hegy keleti lejtőjén épült fürdő első szintjén egy négy sávos, 33 méteres hosszúságú, 370 négyzetméter alapterületű, természetes ásványvízzel feltöltött úszómedence és egy hozzávetőleg kétszer akkora, 55 méteres hosszúságú és 782 négyzetméteres területű strandmedence található. Mindkét nagymedence vízmélysége 140 centimétertől indul, a strandmedence két méterig, az úszómedence 220 centiméterig mélyül. Följebb egy 113 négyzetméteres, 60 centis maximális mélységű gyerekmedence és napozóterület helyezkedik el. Nyári időszakban a medencék vízhőmérséklete egységesen 21-22 Celsius-fok.
A strandmedence és a gyermekmedence csak a nyári szezonban tart nyitva, az uszoda azonban a téli idényben is üzemel, sátortető alatt, ilyenkor a vízhőmérséklet 25-26 fokos. Az úszómedencében télen-nyáron kötelező az úszósapka használata.
A strand vize mérsékelt ásványianyag-tartalmú, nátriumban szegény, kovasavban viszont gazdag, kalcium-magnézium-hidrogénkarbonátos forrásvíz, amely egy természetes törésen fakad fel, télen-nyáron azonos, kb. 23 fokos hőmérsékleten. Hankó Vilmos és Schafarzik Ferenc szerint ez a víz ugyanabból a vízmedencéből tör a felszínre, amely a Buda délebbi részén létesült fürdőket (Császár, Lukács, Király stb.) táplálja.

## Képgaléria

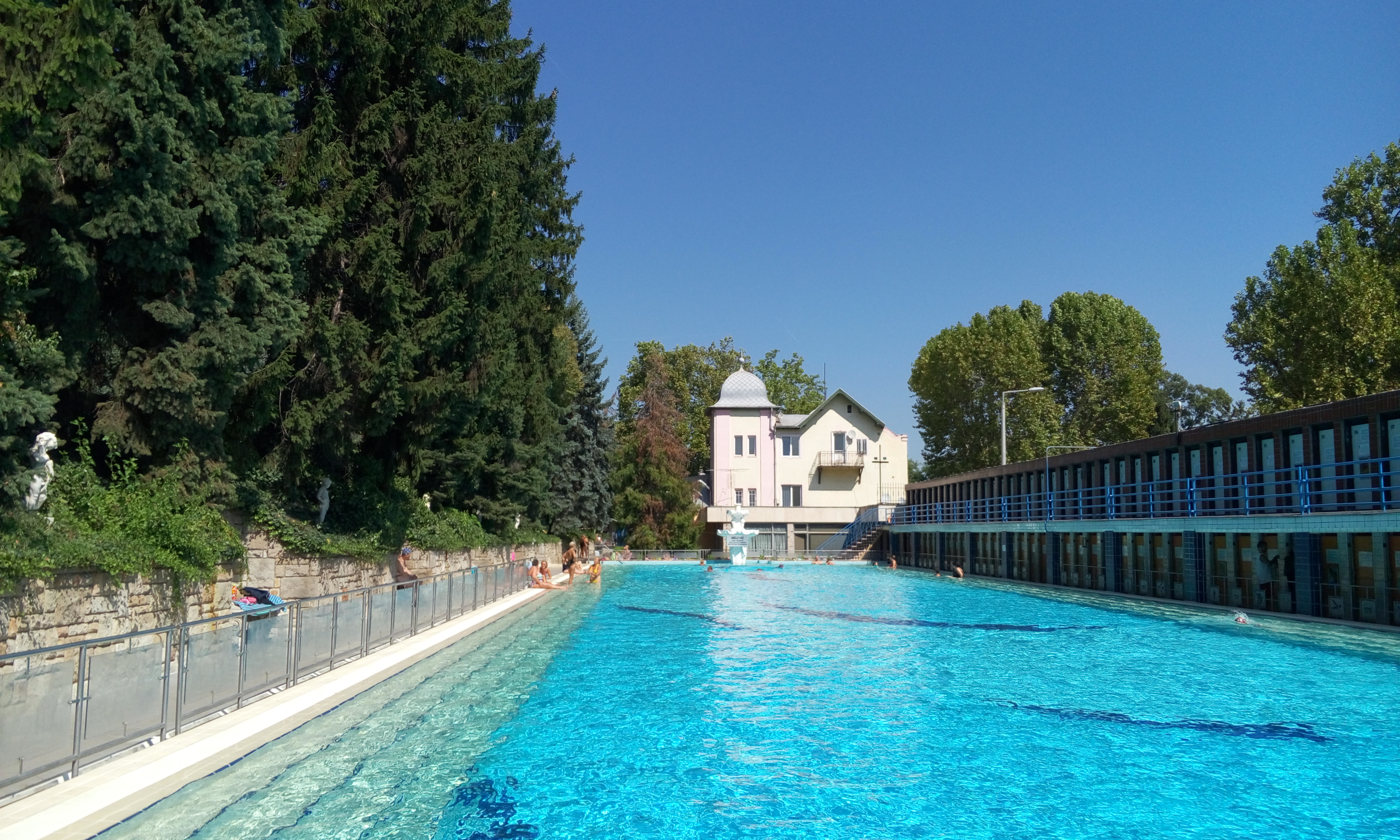
strandmedence
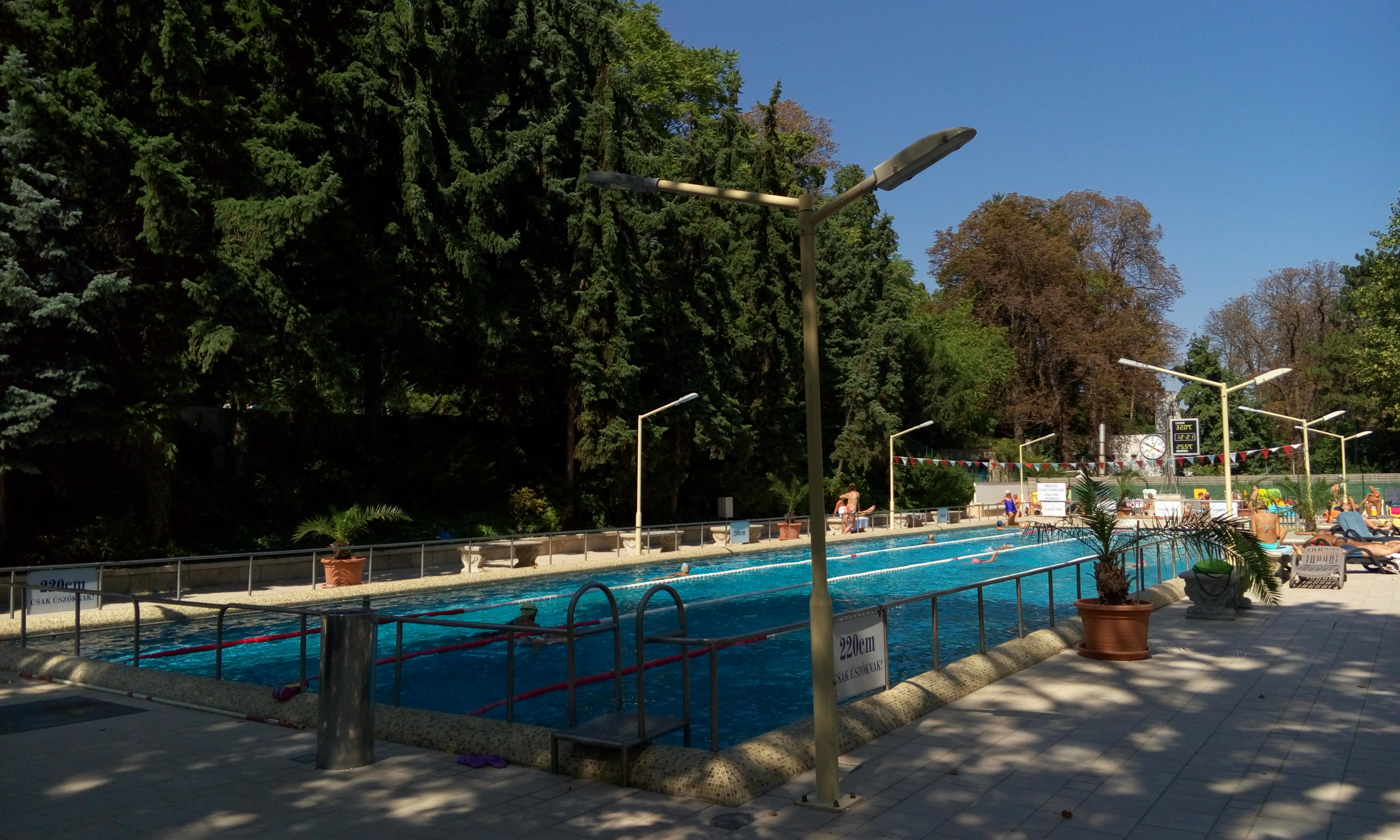
úszómedence
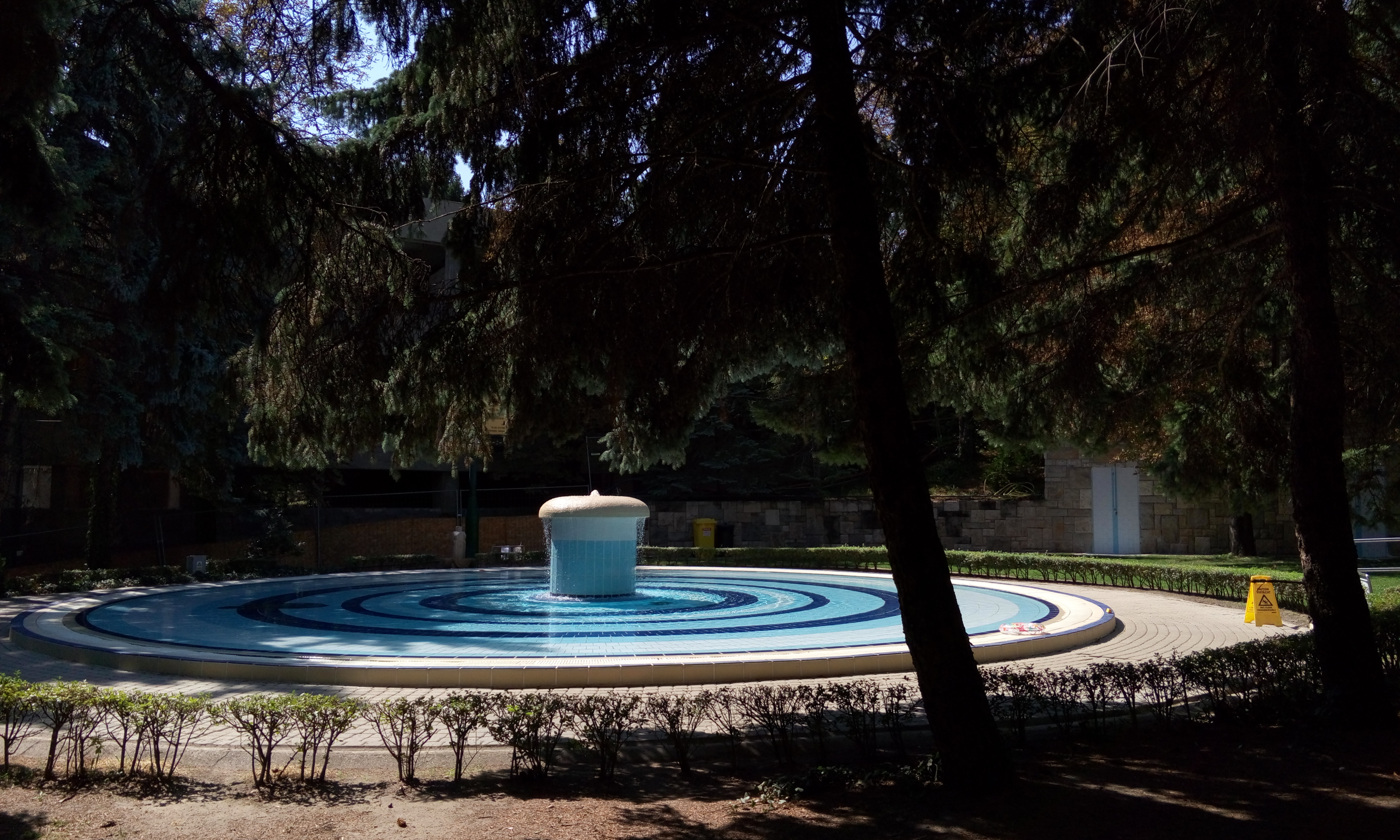
gyerekmedence
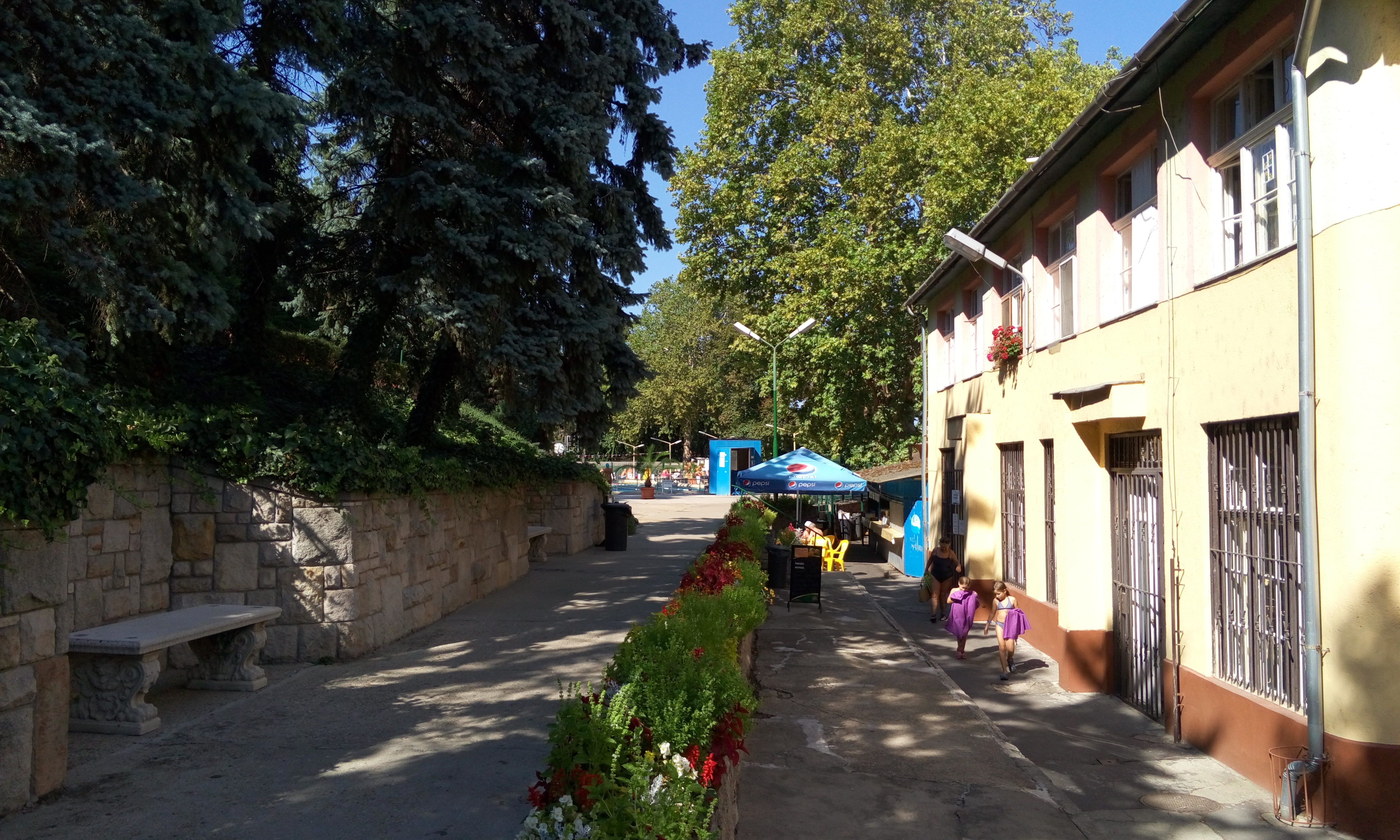
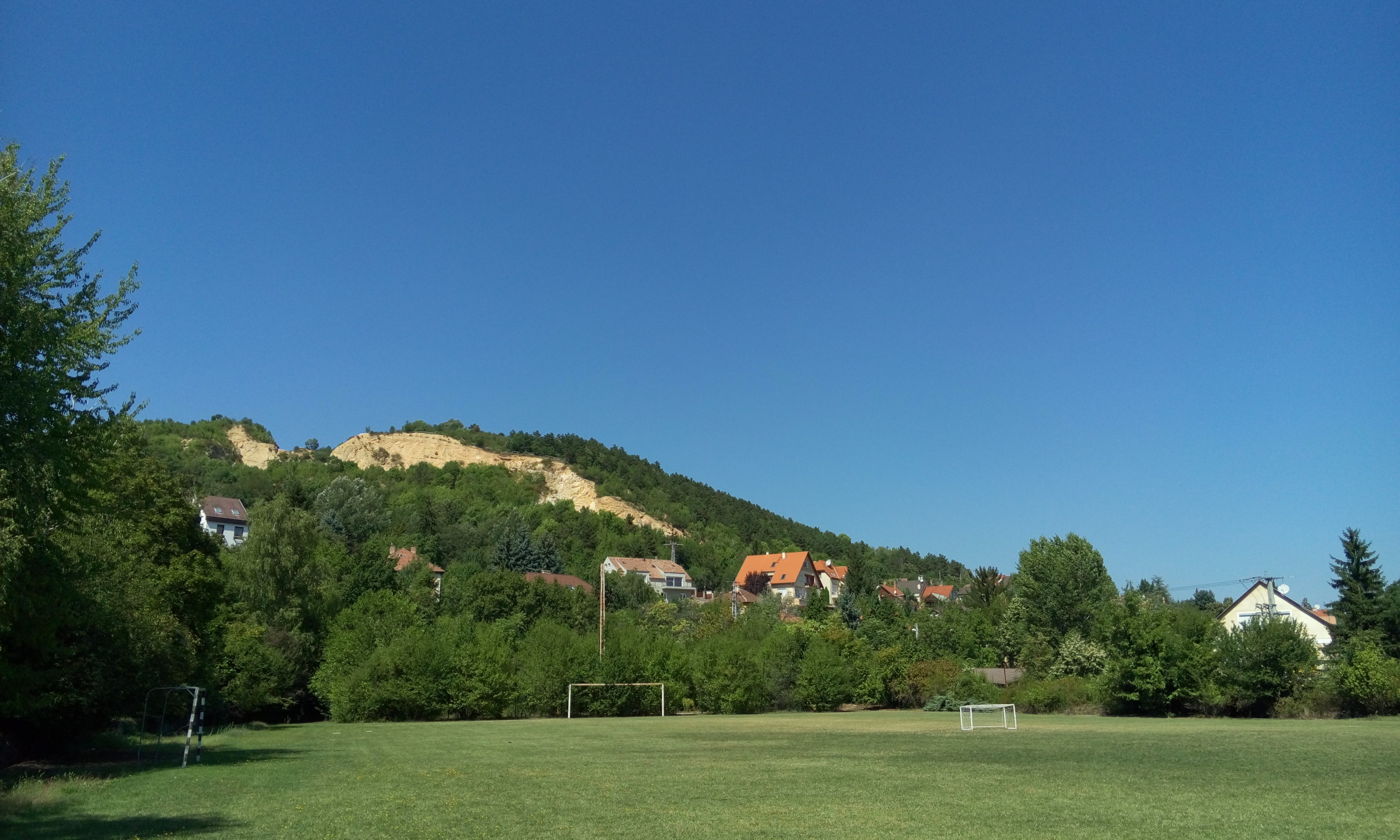
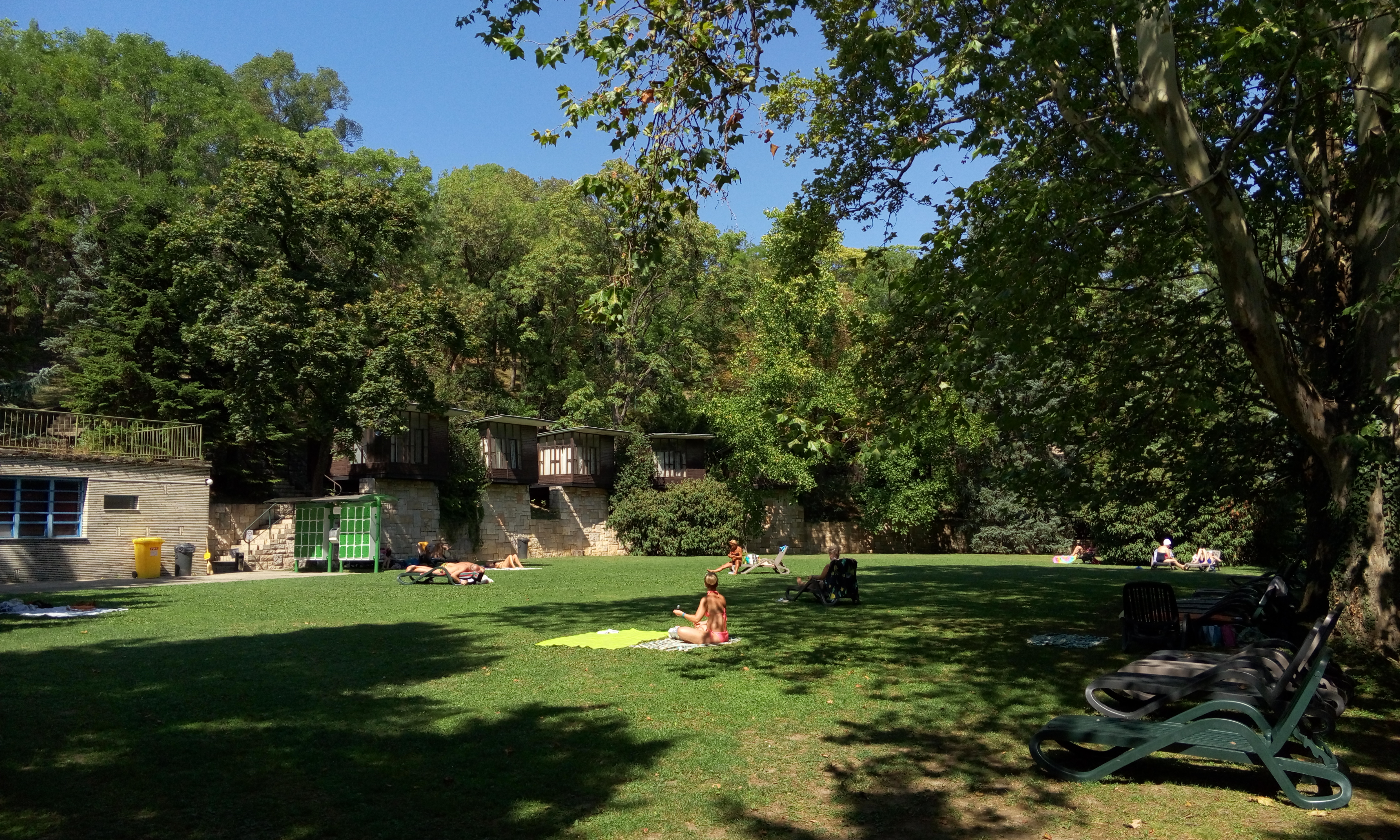
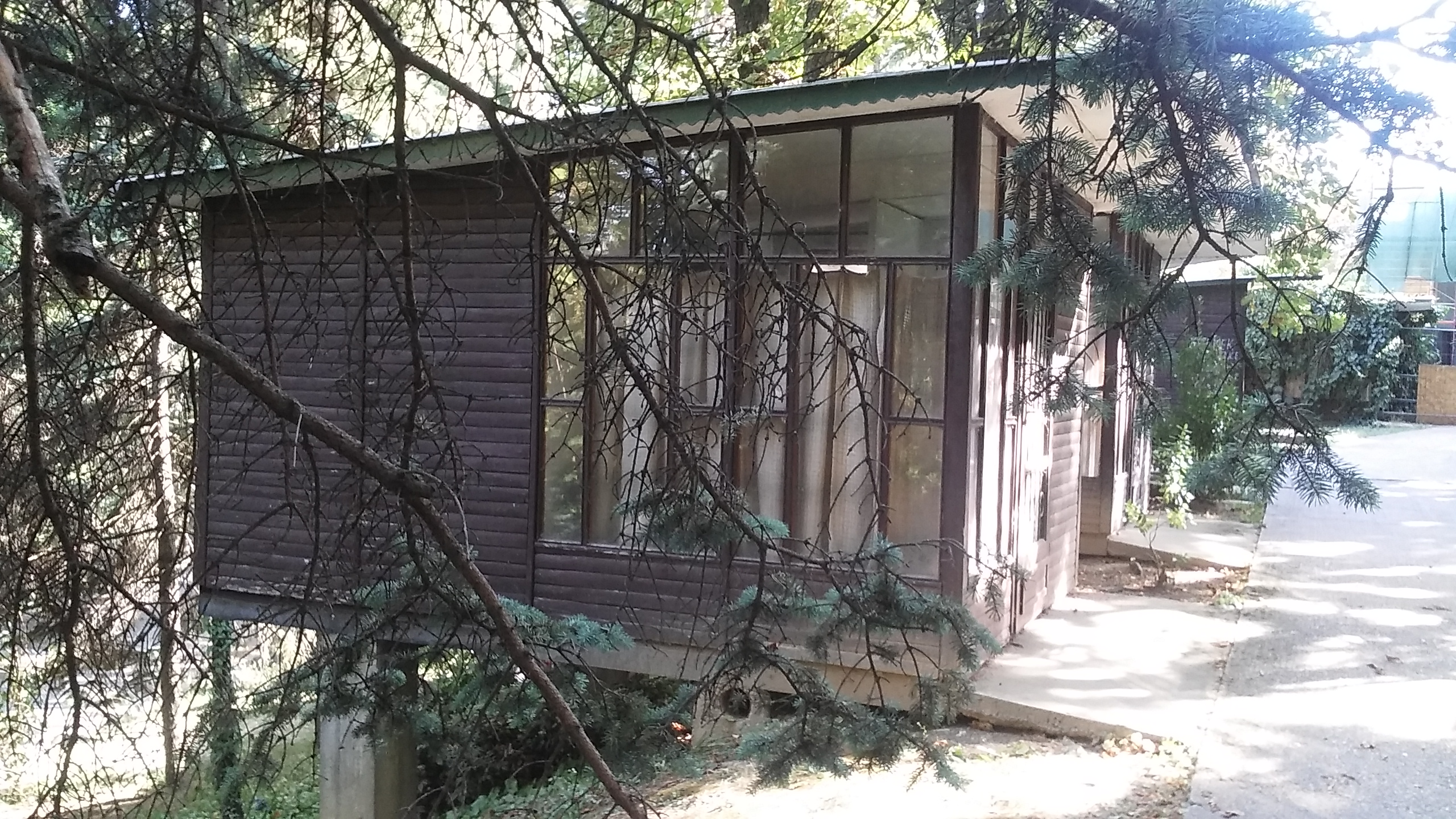
Építmények a strand területén
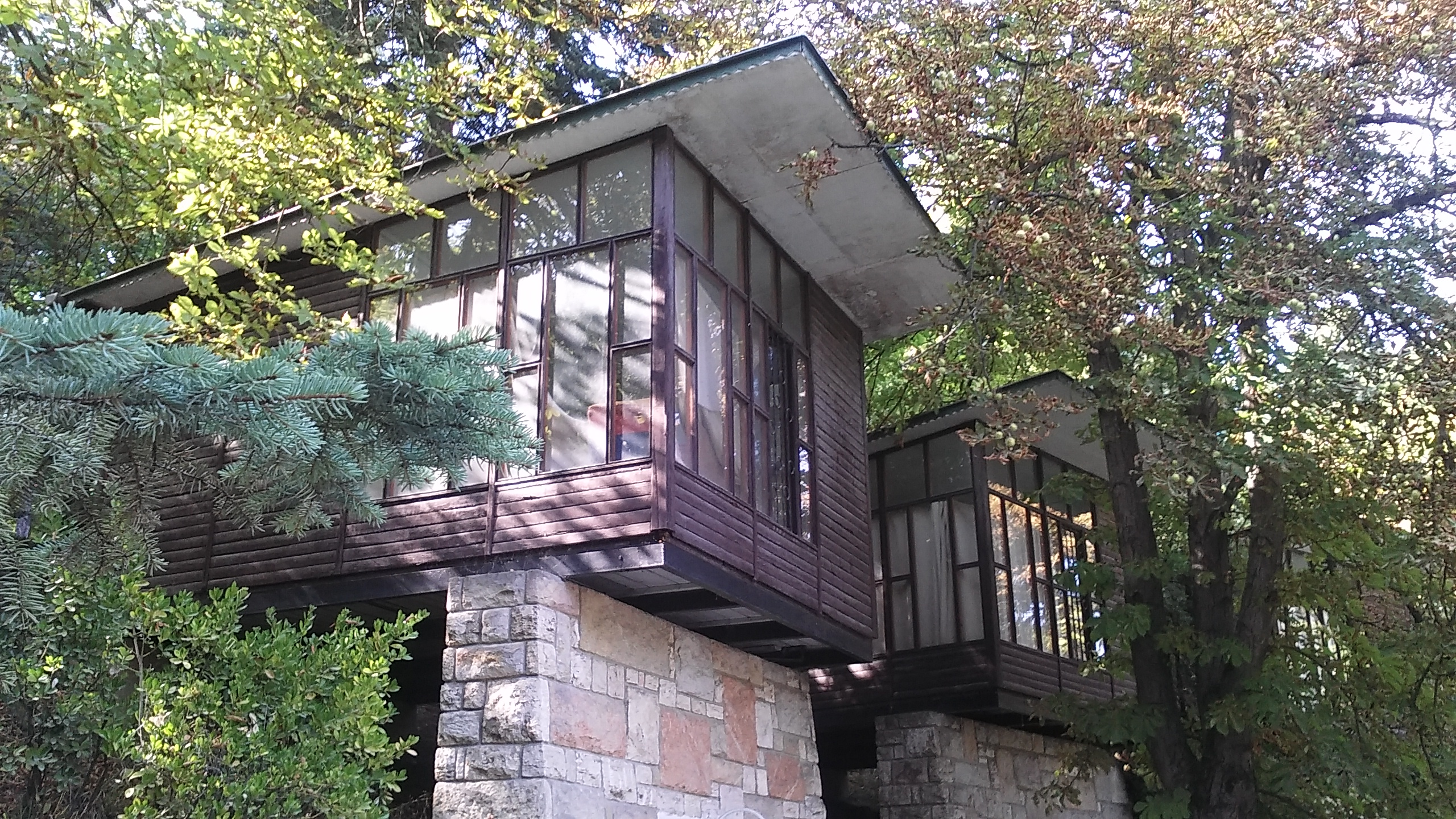
Építmények a strand területén
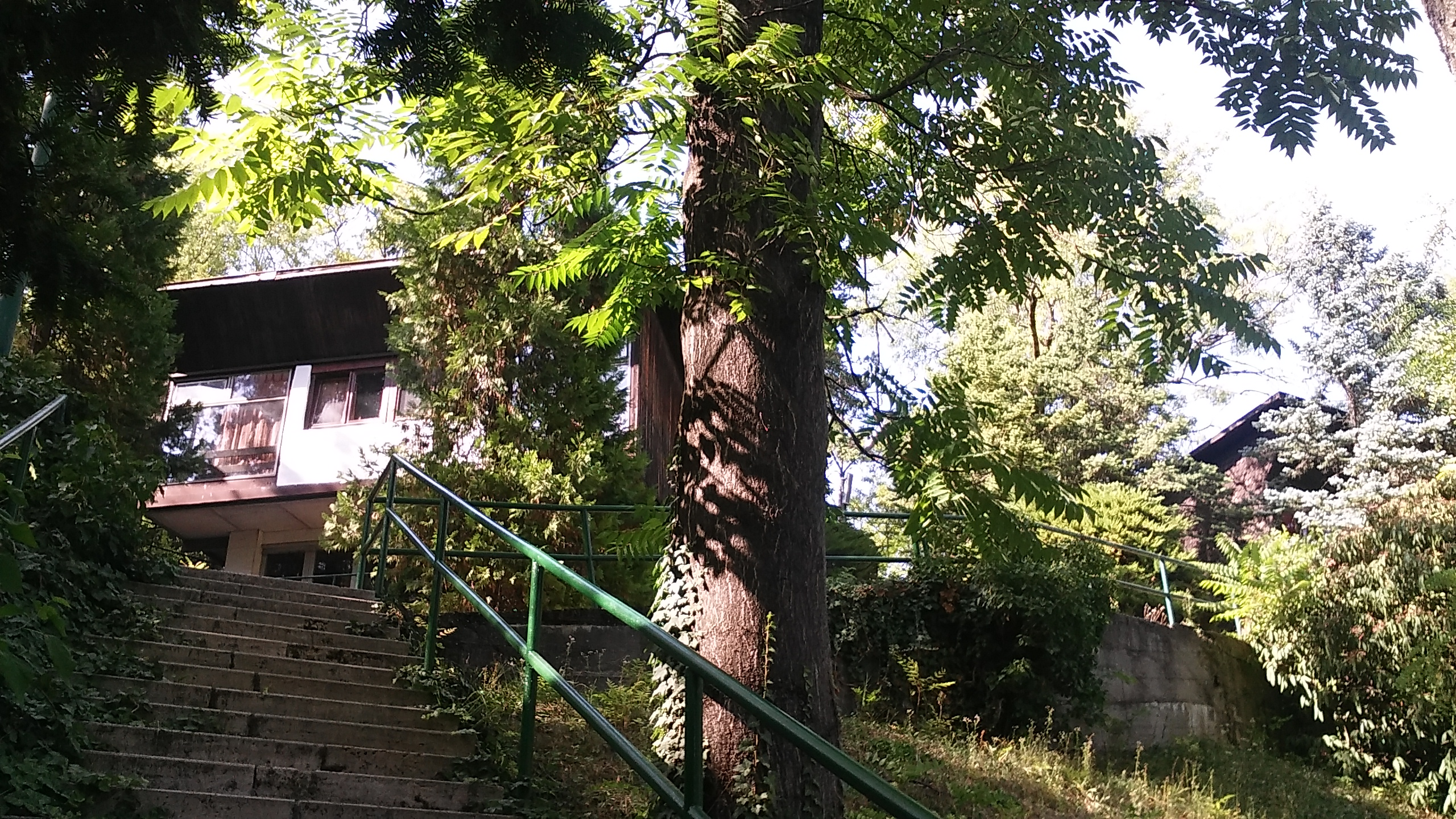
Egykori fürdőszálló a strand parkjának felső részén
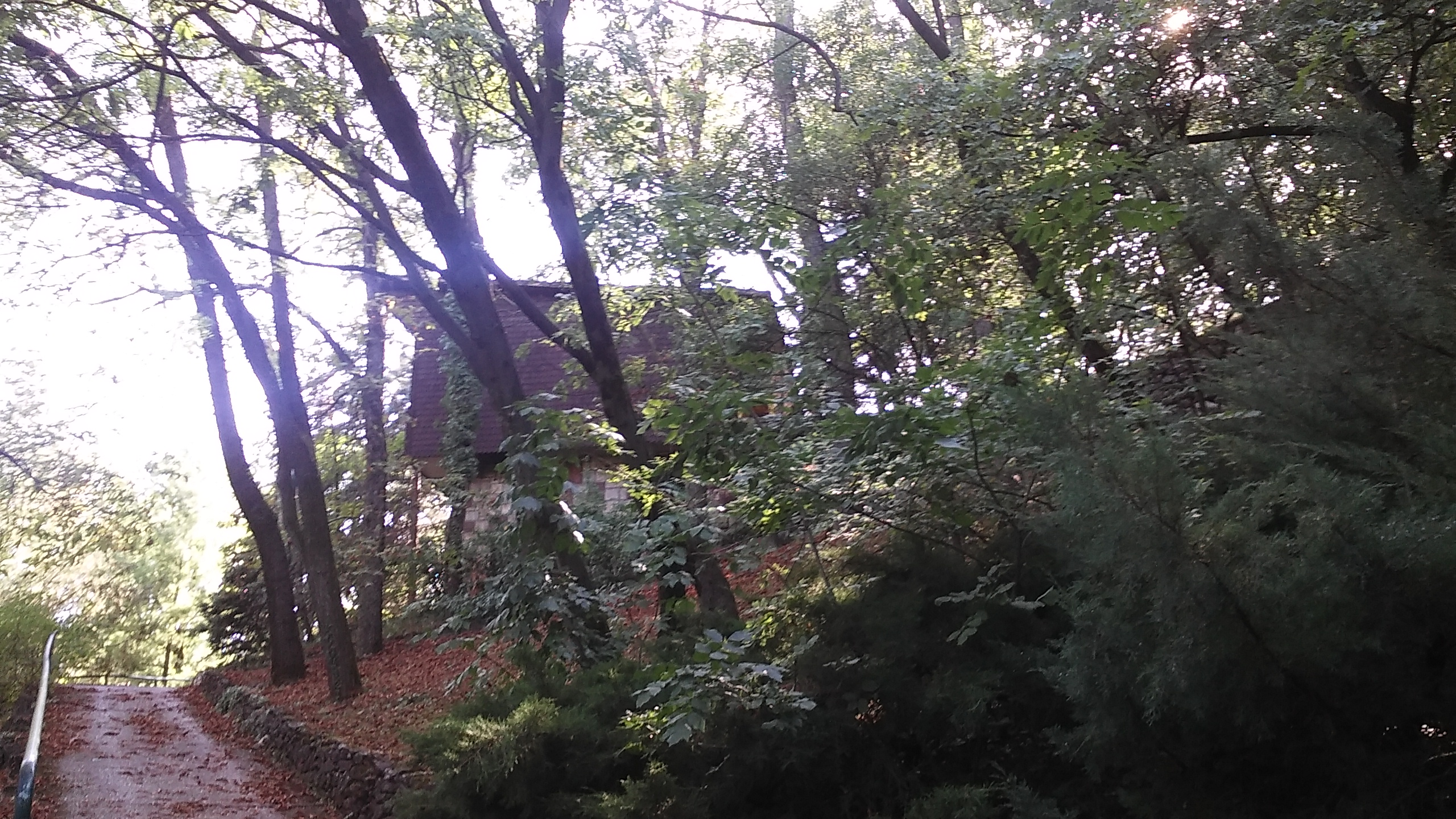
Szinte erdei viszonyok közt bóklászhat a látogató a Csillaghegyi Strand parkjában